# Władysław Drecki
Władysław Maciej Drecki (ur. 19 maja 1915 w Słupi, zm. 13 września 1943 w Milazzo) – kapitan pilot Polskich Sił Powietrznych, kawaler Virtuti Militari.

## Życiorys
Syn Mieczysława i Janiny z domu Dulęba. Egzamin maturalny zdał w gimnazjum Kielcach i w 1936 r. został skierowany na kurs unitarny w Szkole Podchorążych Rezerwy Kawalerii w Grudziądzu. W 1937 r. rozpoczął naukę w Szkole Podchorążych Lotnictwa. Szkołę ukończył w 1939 r. z 149. lokatą. Został skierowany na kurs wyższego pilotażu w Ułężu, który ukończył w czerwcu. Został przydzielony do 111 eskadry myśliwskiej. 
Z chwilą wybuchu II wojny światowej walczył w składzie Brygady Pościgowej. 4 września trzykrotnie startował do walki. Nad Kampinosem, w starciu z Ju 87, został ranny w rękę i nogę, ale zdołał powrócić na macierzyste lotnisko w Zaborowie. Przy lądowaniu rozbił swojego P.11c (nr ser. 8.46). Został przetransportowany do szpitala w Warszawie, 6 września został ewakuowany do Chełma. 16 września połączył się z eskadrą i przekroczył granicę z Rumunią w Śniatyniu. W wojnie obronnej wykonał dziesięć lotów bojowych, za udział w walkach został odznaczony Krzyżem Walecznych.
W październiku przedostał się do Francji, został skierowany do stacji zbornej lotnictwa polskiego w Salon. W lutym 1940 r. został przeszkolony w lotach na myśliwcu Morane-Saulnier MS.406. 5 marca znalazł się w grupie pilotów myśliwskich dowodzonej mjr. Tadeusza Halewskiego, których skierowano na szkolenie do Cazaux. W czasie szkolenia przeżył katastrofę podczas lądowania na samolocie Bloch MB.200, z której wyszedł bez obrażeń. 
Po upadku Francji przedostał się do Wielkiej Brytanii, gdzie zgłosił się do służby w Polskich Siłach Powietrznych. Otrzymał numer służbowy RAF P-0213. Został skierowany na przeszkolenie do Central Flying School w Upavon, a następnie do 6 Operational Training Unit w Sutton Bridge. Po ukończeniu szkolenia został przydzielony do 317 dywizjonu myśliwskiego. Na kilka dni powrócił do OTU w celu przeszkolenia się na samoloty myśliwskie Hawker Hurricane. Po tym szkoleniu powrócił do 317 dm. 17 marca 1941 r. wszedł w skład 303 dywizjonu myśliwskiego. W jego składzie, 28 czerwca, podczas operacji Circus 26, odniósł swe pierwsze zwycięstwo i zestrzelił dwa myśliwce Messerschmitt Bf 109. Po walce, z powodu braku paliwa, wyskoczył na spadochronie nad kanałem La Manche, ale został wyłowiony przez służby ratunkowe RAF. 21 sierpnia został przeniesiony do 306 dywizjonu myśliwskiego. Kolejna zmiana przydziału nastąpiła w lutym 1942 r. kiedy to został przeniesiony do znanego mu już z wcześniejszej służby dywizjonu 317. W nim ukończył swą pierwszą turę lotów bojowych.

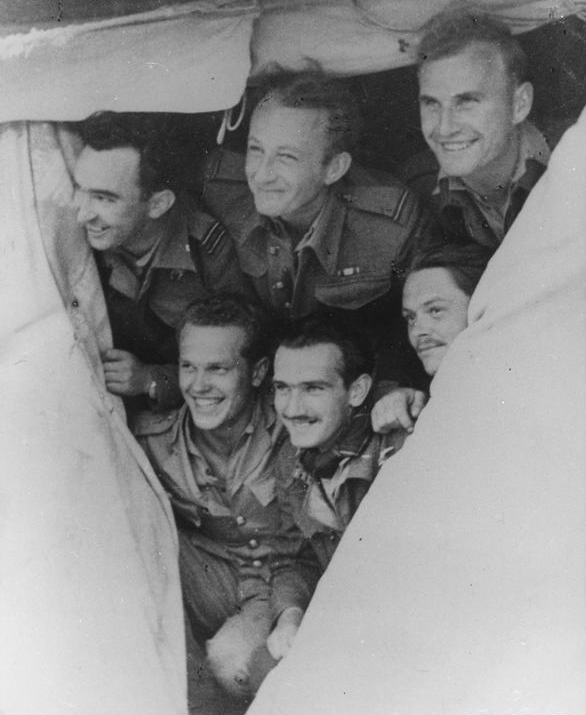
Lotnicy PFT – u góry od lewej: kpt. Wacław Król, por. Bohdan Arct, por. Władysław Majchrzyk. U dołu od lewej: chor. Mieczysław Popek, por. Ludwik Martel, por. Władysław Drecki.

Podczas przerwy operacyjnej latał jako instruktor do 15 grudnia w 58 Operational Training Unit w Grangemouth. Do latania bojowego powrócił w składzie dywizjonu 315, gdzie służył do 20 lutego 1943 r. Zgłosił się do służby w Polskim Zespole Myśliwskim (Polish Fighting Team), 6 marca dotarł do Kairu. 20 kwietnia wziął udział w locie bojowym, podczas którego celnie ostrzelał i zapalił Bf 109. Po chwili skutecznie zaatakował kolejnego Messerschmitta, w którego trafił serią pocisków. Sam został ostrzelany, jego Spitfire zapalił się, ale pilot zdołał zdusić płomień i powrócił na lotnisko. Po walce zgłosił pewne i prawdopodobne zestrzelenie Bf 109, ale uznano mu jedynie zestrzelenie pewne i uszkodzenie nieprzyjacielskiej maszyny.
1 marca został awansowany na angielski stopień Flight Lieutenanta, podczas służby w PFT został po raz drugi i trzeci odznaczony Krzyżem Walecznych. W czasie służby w Polskim Zespole Myśliwskim wykonał 35 lotów bojowych i 12 lotów nieoperacyjnych. Po zakończeniu działań bojowych wyraził chęć służby w angielskich dywizjonach operujących na Bliskim Wschodzie. Otrzymał przydział do 601. dywizjonu myśliwskiego, ale najpierw został skierowany na siedmiodniowy urlop, który spędził w Kairze. Po wypoczynku został przeniesiony na Maltę. 8 sierpnia został przydzielony do 152 dywizjonu myśliwskiego, gdzie objął dowództwo nad eskadrą "B". 
1 września został awansowany na polski stopień kapitana. 11 września w rejonie Motta Montecorvino zestrzelił Messerschmitta Bf 109. 13 września zginął w katastrofie podczas startu z lotniska w Milazzo do lotu na osłonę alianckich wojsk lądujących pod Salerno. W jego Spitfire Mk. IX (nr ser. ED112, znaki UM-U) pękła opona, samolot zderzył się z inną maszyną stojącą obok pasa i doszło do eksplozji dodatkowego zbiornika paliwa. Został pochowany na cmentarzu polowym, w 1944 r. jego ciało ekshumowano i przeniesiono na Cmentarz Wojenny w Katanii.
Na liście Bajana został sklasyfikowany na 88. pozycji z trzema pewnymi zestrzeleniami i uszkodzeniem jednej maszyny nieprzyjaciela. Polska komisja nie zaliczyła mu ostatniego zwycięstwa.

## Ordery i odznaczenia
Za swą służbę otrzymał odznaczenia:
- Krzyż Srebrny Virtuti Militari nr 8659,
- Krzyż Walecznych – czterokrotnie,
- Medal Lotniczy – dwukrotnie,
- Polowa Odznaka Pilota nr 593.